# Amelianiszki
Amelianiszki (biał. Емяльянішкі; ros. Емельянишки) – wieś na Białorusi, w obwodzie witebskim, w rejonie brasławskim, w sielsowiecie Mieżany.

## Historia
W czasach zaborów zaścianek w granicach Imperium Rosyjskiego.
W dwudziestoleciu międzywojennym zaścianek a następnie kolonia leżała w Polsce, w województwie nowogródzkim (od 1926 w województwie wileńskim), w powiecie brasławskim, w gminie Brasław.
Według Powszechnego Spisu Ludności z 1921 roku zaścianek zamieszkiwało 26 osób, 24 było wyznania rzymskokatolickiego a 2 prawosławnego. Jednocześnie 5 mieszkańców zadeklarowało polską przynależność narodową a 21 białoruską. Były tu 4 budynki mieszkalne. W 1931 w 4 domach zamieszkiwało 25 osób.
Miejscowość należała do parafii rzymskokatolickiej w Brasławiu. Podlegała pod Sąd Grodzki w Brasławiu i Okręgowy w Wilnie; właściwy urząd pocztowy mieścił się w Brasławiu.